# Araphura filiformis
Araphura filiformis är en kräftdjursart som först beskrevs av Wilhelm Lilljeborg 1864.  Araphura filiformis ingår i släktet Araphura och familjen Tanaellidae. Arten är reproducerande i Sverige. Inga underarter finns listade i Catalogue of Life.